# Pfarrhaus (Eltingshausen)

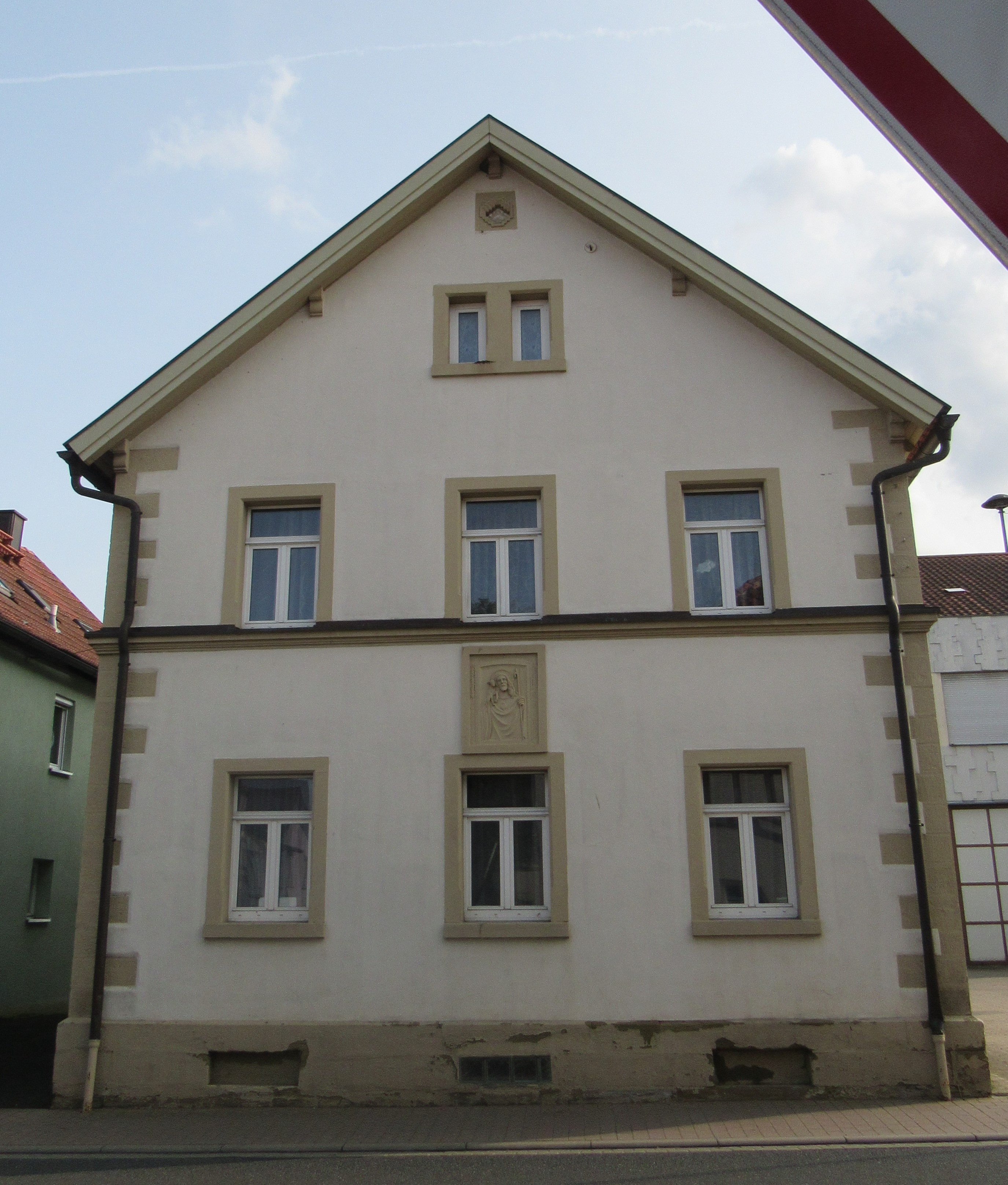
Ehemaliges Pfarrhaus in Eltingshausen

Das ehemalige Pfarrhaus ein Eltingshausen, einem Ortsteil der Gemeinde Oerlenbach im unterfränkischen Landkreis Bad Kissingen, wurde in der zweiten Hälfte des 19. Jahrhunderts errichtet. Seit der Fertigstellung der Pfarrkirche St. Burkard in Oerlenbach im Jahr 1968 wird das Haus nicht mehr als Pfarrhaus genutzt. Das ehemalige Pfarrhaus in der St.-Martin-Straße 13 ist ein geschütztes Baudenkmal.
Das zweigeschossige verputzte Gebäude mit Satteldach besitzt zwei zu drei Fensterachsen und Quader an allen vier Ecken. Besonders zu erwähnen ist das Relief des guten Hirten am Giebel zur St.-Martin-Straße hin.